# Margareta Olofsson
Inez Margareta Olofsson, född 27 januari 1947 i Enskede församling i Stockholm, är en svensk politiker (vänsterpartist).
Olofsson valdes in i Stockholms stads kommunfullmäktige 1988. Hon var 1994–1998 borgarråd med ansvar för barn och ungdom samt miljö och fritid. Därefter följde fyra år som oppositionsborgarråd, innan hon 2002 blev socialborgarråd. Hon lämnade kommunpolitiken efter valet 2006. Därefter har hon jobbat ideellt bland annat för Rädda Barnen.
Olofsson var styrelseledamot i Vägval Vänster från november 2007 till maj 2009.